# Ajutaj reactiv

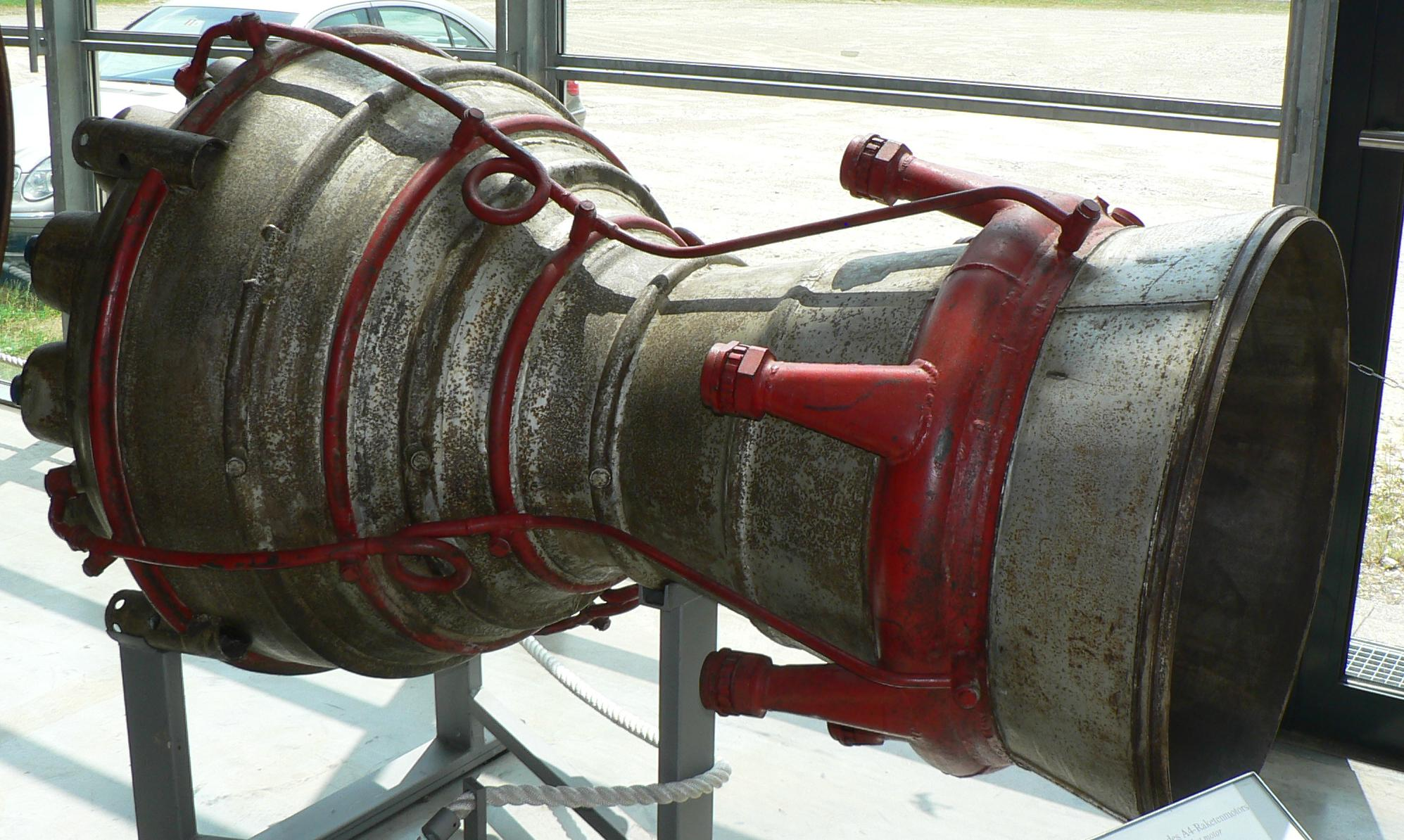
Ajutajul reactiv al unei rachete

Ajutajul reactiv este un tub cu secțiune variabilă, aflat la partea finală a camerei de ardere a motorului cu reacție și care servește la creșterea energiei cinetice a gazelor de ardere, eliminate sub forma unui jet.
Cel mai răspândit tip este ajutajul convergent-divergent (ajutajul de Laval.)